# 簡大獅
簡大獅（臺羅：Kán Tāi-sai；1870年—1900年3月29日），本名簡忠誥，清屬台灣噶瑪蘭廳十六崁人（今宜蘭市崁興里），後移居頭圍堡，祖籍福建省漳州府南靖縣梅林坎下。台灣日治時期早期的抗日領袖。簡大獅與柯鐵虎、林少貓並稱「獅虎貓三猛」、「抗日三猛」。後投降歸順日本政府又再募勇收取保護費，受到追緝後逃亡漳州，1900年3月11日遭清國官憲逮捕依《廈門居留民取締規則》遣返台灣，同年3月22日經臺北地方法院審理宣判死刑，同月29日執行。有關簡大獅的早期資料在正史少見，多見於文學散文。

## 生平

### 早年
簡大獅本名簡忠誥，年輕時回漳州南靖掃墓祭祖，並在當地練習武術，卻因與人比賽，遂將宗祠門口的石獅子舉起來繞行鄉里，眾人稱他「氣力大過石獅」，于是為簡取號為“大獅”，從此以簡大獅三字知名。後返台。 

### 抗日
初為叭哩沙（今宜蘭縣三星鄉）土豪陳輝煌的勇營擔任兵勇，甲午戰爭清朝敗於日本，簽立馬關條約，臺灣割讓。1895年台灣日治時期開始，簡大獅於12月起事，他先率眾一千餘人在大屯山山區一帶抗日。參加二次圍攻台北城的行動，後四處游擊於金包里（今新北市金山區）、石門（今新北市石門區）等地，狙擊日軍。

### 流亡清朝
明治31年（1898年）9月10日舉行投降宣誓式，簡大獅率部眾400人歸順台灣總督府，然不久後又率眾繼續向北山一帶村里收取保護費，遭政府追緝，並槍擊派去勸降的代表，後被日軍擊敗的簡大獅走投無路，在明治32年（1899年）從七星山的間道，與親信陳西外一同乘夜逃至金包里。其後數日，晝伏夜出，後從海道往滬尾（今台北的淡水）。12月21日16時，簡大獅搭上道格拉斯汽船公司的海龍號，準備偷渡，但滬尾的日本警官們得知消息，搜索船中，簡大獅未被發現，潛身廈門轎道街裁縫師方陽處。簡大獅在中國大陸又再度興起抗日之意志，又開始招兵買馬，清朝曾派人勸阻簡大獅，簡大獅逃到漳州繼續設法抗日，臺灣總督兒玉源太郎得知此事，忍無可忍，惟恐簡大獅回台繼續舉事，於是向清朝表示，「根據1895年《馬關條約》第五條，兩年內尚未遷出臺灣島的人民即視為日本臣民」，要求清廷引渡簡大獅。

### 遭到遣返
清光緒二十六年（1900年，明治33年）3月11日，清朝官憲與日方警察在漳州將簡大獅逮捕，被捕後簡大獅向清廷衙門表明「我簡大獅，係台灣清國之民。皇上不得已以台地割畀日人，日人無禮，屢次至某家尋釁，且被姦淫妻女；我妻死之、我妹死之、我嫂與母死之，一家十餘口僅存子侄數人，又被殺死。因念此仇不共戴天，曾聚眾萬餘以與日人為難。然仇者皆係日人，並未毒及清人；故日人雖目我為土匪，而清人則應目我為義民。況自台灣歸日，大小官員內渡一空，無人敢出首創義；惟我一介小民，猶能聚眾萬餘，血戰百次，自謂無負於清。去年大勢既敗，逃竄至漳，猶是歸化清朝，願為子民。漳州道、府既為清朝官員，理應保護清朝百姓。然今事已至此，空言無補！惟望開恩，將予杖斃，生為大清之民，死作大清之鬼，猶感大德！千萬勿交日人，死亦不能瞑目。」表達其寧願被清朝處死也不想引渡到臺灣的願望，但是清廷仍將簡大獅引渡給日本政府以交換滯臺清將劉德杓。

### 審判與處決
1900年3月中旬於臺北地方法院接受審判，簡大獅原本聲稱之所以抗日是因為其妻、妹、嫂、母皆因日人無禮而死，法庭上卻答辯「...籍在當時宜蘭城內十六崁，現有六十四歲之親父與五十八歲之老母。...今請求再度歸順，招致在宜蘭之老父母，欲就正業而為終生之望」。且簡大獅逃亡後，日本政府嚴密監視其親人，檔案可見簡母李氏仍住在宜蘭北門口，簡妻林氏與簡子簡阿川（9歲）亦同住。
簡大獅的官派辯護律師川瀨周次主張簡大獅是在遭受官憲追擊時開槍，故屬於正當防衛之作為，另外簡大獅在偵察時被銬著手銬受檢察官訊問，受到了不正當的待遇，因此主張簡大獅應該無罪。法官最後根據《土匪討伐令》判簡大獅死刑。1900年3月29日在台北被處決。

## 身後不同的詮釋

### 土匪
臺灣首位哲學博士林茂生指出日治初期的武裝運動，多來自清朝的殘兵轉變成盜匪，視芝山巖事件為難忘的悲劇且為臺灣現代化學校教育造成阻撓，而總督府討盪土匪「使禍害民間的強盜土匪消失」，讓臺灣內部平靜而守法。臺灣省文獻會曾舉行座談會，以收集鄉土口述歷史，1930出生的金包里居民李德修曾受過日本高等科教育，曾言其祖父乃金山地主擁有5甲地，受簡大獅幫眾覬覦，後「簡大獅帶人來搶劫..把家裡財產都搶光了，還把祖母抓去逼供，想逼出財產藏匿的地點，結果把我祖母的手都弄斷了...這些人我祖母都見過還被它們打得好慘！」。在當時當地人的印象中，北山的簡大獅、盧阿野集團被視為強盜型的掠奪者，而文山堡的陳秋菊、陳捷陞則有保護者與國事犯的形象，因陳秋菊為前清總理且有名望的地方頭人，投降後向總督府貸金六千圓率眾開墾金瓜寮、九芎根等地。

### 《士林土匪仔歌》中嘯聚山林的形象
《士林土匪仔歌》由簡大獅部屬何先於逃亡時期所作，後傳遍草山一帶，詞中「土匪要做真兇死，較講也是愛人錢，有錢來講放汝去，無錢來講再凌治」，「兄弟造路免認真，較講也是愛汝銀，返來守營大要緊，只驚日本先反面」，描述了簡大獅的綠林性格。

### 抗日英雄
簡大獅處刑後，進士出身的清朝江蘇詩人錢振鍠賦詩輓之：“痛絕英雄瀝血時，海潮山湧泣蛟螭，他年國史傳忠義，莫忘臺灣簡大獅。”